# 斯特金萊克 (明尼蘇達州)
斯特金萊克（英語：Sturgeon Lake）是一個位於美國明尼蘇達州派恩縣的城市。

## 人口
根據2020年美國人口普查的數據，斯特金萊克的面積為9.83平方千米，當中陸地面積為9.76平方千米，而水域面積為0.07平方千米。當地共有人口436人，而人口密度為每平方千米44人。